# Let's!フレッシュプリキュア!
『Let's!フレッシュプリキュア!』（レッツ!フレッシュプリキュア）は、茂家瑞季と林桃子のシングル。東堂いづみ原作のプリキュアシリーズ第6弾『フレッシュプリキュア!』の主題歌。アレンジの異なる3つのバージョンがあり、全てマーベラスエンターテイメントから発売された。

## Let's!フレッシュプリキュア!/You make me happy!
2009年にABC系で放送されたテレビアニメ『フレッシュプリキュア!』の前期主題歌を収録した両A面シングル。
初回盤にはオリジナルステッカーが封入されている。
1. Let's!フレッシュプリキュア! [3:45]
  - 作詞：六ツ見純代/作曲：高取ヒデアキ/編曲：亀山耕一郎/歌：茂家瑞季

ABC系テレビアニメ『フレッシュプリキュア!』第1期オープニングテーマ。
2. You make me happy! [3:46]
  - 作詞：六ツ見純代/作曲：marhy/編曲：亀山耕一郎/歌：林桃子

ABC系テレビアニメ『フレッシュプリキュア!』第1期エンディングテーマ。
2015年3月14日公開『映画 プリキュアオールスターズ 春のカーニバル♪』でも、劇中歌として使用。初めてキュアパッションを加えた4名で踊った。
3. Let's!フレッシュプリキュア! (オリジナルカラオケ) [3:44]
4. You make me happy! (オリジナルカラオケ) [3:42]

## Let's!フレッシュプリキュア! 〜Hybrid ver.〜/H@ppy Together!!!
後期主題歌を収録。初回封入特典はジャケットサイズステッカー。
1. Let's!フレッシュプリキュア! 〜Hybrid ver.〜 [3:42]
  - 作詞：六ツ見純代/作曲：高取ヒデアキ/編曲：亀山耕一郎、村田昭/歌：茂家瑞季

ABC系テレビアニメ『フレッシュプリキュア!』第2期オープニングテーマ。
2. H@ppy Together!!! [4:01]
  - 作詞：六ツ見純代/作曲：marhy/編曲：村田昭、marhy/歌：林桃子

ABC系テレビアニメ『フレッシュプリキュア!』第2期エンディングテーマ。
2018年10月14日放送『HUGっと!プリキュア』第36話では、本作からゲスト登場した桃園ラブ（キュアピーチ）と、『HUGっと』のルールー・アムール（キュアアムール）がダンスをする場面で流された。
3. Let's!フレッシュプリキュア! 〜Hybrid ver.〜 (オリジナルカラオケ) [3:42]
4. H@ppy Together!!! (オリジナルカラオケ) [4:00]

## Let's!フレッシュプリキュア! 〜Hybrid ver.〜 for the Movie/H@ppy Together!!! for the Movie
東映系アニメ映画『フレッシュプリキュア! おもちゃの国は秘密がいっぱい!?』の主題歌を全4曲（カラオケ含む）収録した通常版シングル。
- CD Only盤（MJCD-23075）の初回限定封入特典はジャケットイラスト・ステッカー。
- CD+DVD盤（MJCD-23076）のDVDには前期・後期のオープニングとエンディングのノンテロップバージョンの動画を収録。なお、こちらには初回限定封入特典はない。

### CD
1. Let's!フレッシュプリキュア! 〜Hybrid ver.〜 for the Movie [3:42]
  - 作詞：六ツ見純代/作曲：高取ヒデアキ/編曲：亀山耕一郎、村田昭、水谷広美/歌：茂家瑞季 with キュアフレッシュ!

東映系アニメ映画『フレッシュプリキュア! おもちゃの国は秘密がいっぱい!?』オープニングテーマ。またこの映画放映中TVアニメのオープニングもこの版で放映された。
2. H@ppy Together!!! for the Movie [4:03]
  - 作詞：六ツ見純代/作曲：marhy/編曲：村田昭、marhy、水谷広美/歌：林桃子 with キュアフレッシュ!

東映系アニメ映画『フレッシュプリキュア! おもちゃの国は秘密がいっぱい!?』エンディングテーマ。
3. Let's!フレッシュプリキュア! (オリジナルカラオケ) [3:42]
4. You make me happy! (オリジナルカラオケ) [3:58]

### 特典映像DVD
ノンテロップオープニング・エンディング（DVD附属版のみ）
1. Let'sフレッシュプリキュア!
2. You make me happy!
3. Let'sフレッシュプリキュア! 〜Hybrid ver.〜
4. H@ppy Together!!!

## ソニー・ミュージック版
マーベラスエンターテイメントのCD販売委託先が、従来までのジェネオン・ユニバーサル・エンターテイメントジャパンからソニー・ミュージックディストリビューションに変更されたのに伴う再発版。前後期両方のオープニング・エンディング全4曲とそのカラオケバージョンを収録。また映画版シングル同様にノンテロップムービーを収録したDVD付属盤も発売された。

### CD
1. Let's!フレッシュプリキュア! [3:45]
2. You make me happy! [3:46]
3. Let's!フレッシュプリキュア! 〜Hybrid ver.〜 [3:42]
4. H@ppy Together!!! [4:01]
5. Let's!フレッシュプリキュア! (オリジナルカラオケ) [3:44]
6. You make me happy! (オリジナルカラオケ) [3:42]
7. Let's!フレッシュプリキュア! 〜Hybrid ver.〜 (オリジナルカラオケ) [3:42]
8. H@ppy Together!!! (オリジナルカラオケ) [4:00]

### 特典映像DVD
ノンテロップオープニング・エンディング（DVD附属版のみ）
1. Let'sフレッシュプリキュア!
2. You make me happy!
3. Let'sフレッシュプリキュア! 〜Hybrid ver.〜
4. H@ppy Together!!!

## カバー

### Let's!フレッシュプリキュア!
- なかにし鈴子（キングレコード版カバー。2009年6月10日発売『フレー!フレー!うたおう!キッズソング〜ドンスカパンパンおうえんだん・崖の上のポニョ〜』収録）
- 上岡麻佳（日本コロムビア版カバー。2009年8月5日発売『2009 はっぴょう会(3)　Let's!フレッシュプリキュア!』収録）